# 대구죽전초등학교
대구죽전초등학교(大邱竹田初等學校)는 대한민국 대구광역시 달서구에 있는 공립 초등학교이다. 교목은 대나무이고 교화는 개나리이다.

## 역사
- 1983.1.26 학교설립인가(16학급)
- 1983.3.1 대구죽전국민학교로 개교
- 1995.3.1 대구광역시교육청 지정 에너지절약교육 시범학교(2년간)
- 1996.9.1 대구죽전초등학교 교명 변경
- 1998.3.1 교육부 지정 에너지절약교육 시범학교(2년간)
- 2006.3.1 대구광역시교육청 지정 교육과정 시범학교(2년간)
- 2010.3.1 대구광역시교육청 지정 다문화 정책연구학교(2년간)
- 2011.3.1 교육복지우선지원사업학교 선정